# Joy Deb

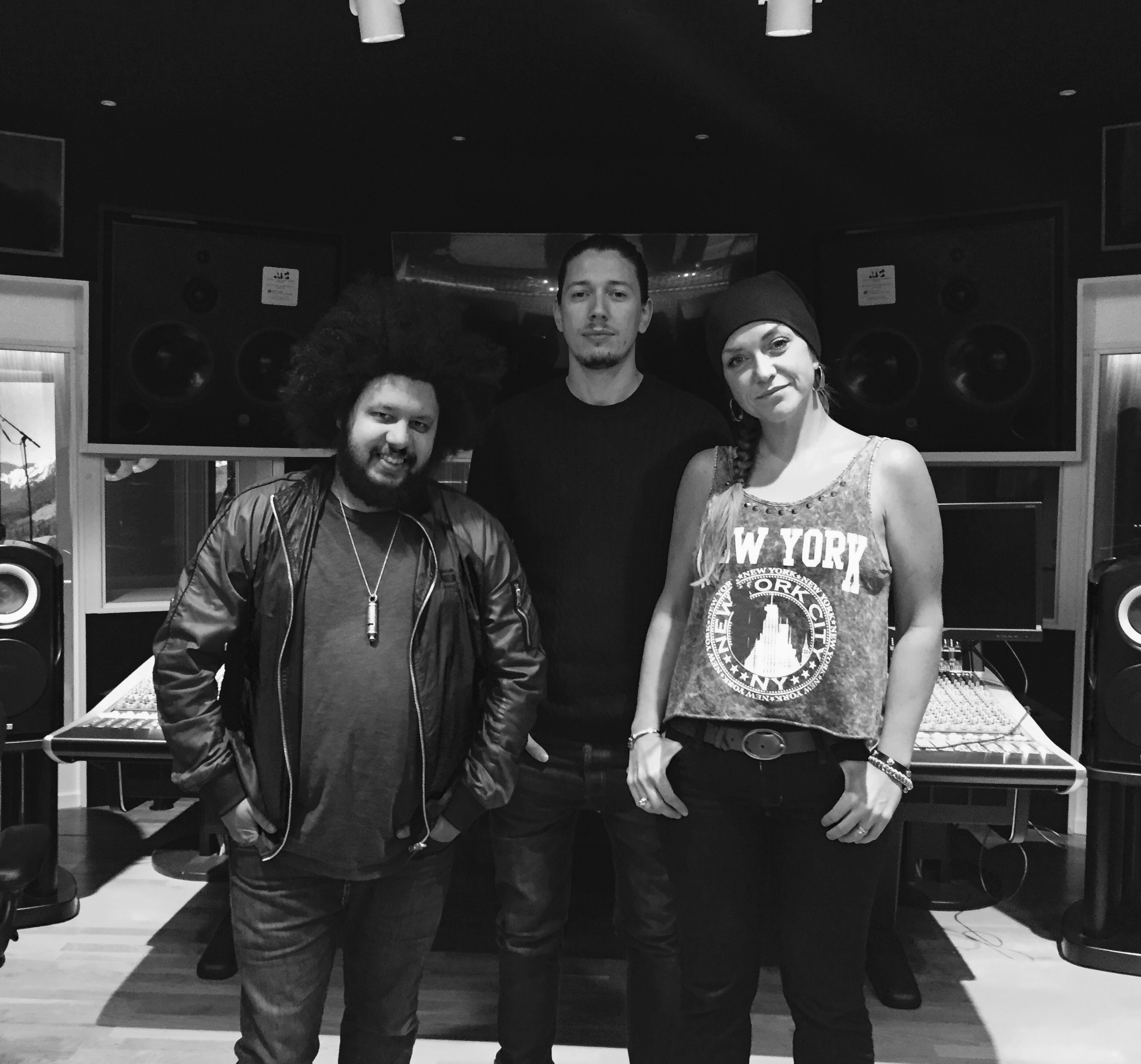
"The Family" bestående av Joy Deb, Anton Hård af Segerstad & Linnea Deb

Joy Neil Mitro Deb, född 14 januari 1979 i Tyresö församling i Stockholms län, är en svensk låtskrivare och musikproducent.
Han har tillsammans med Anton Hård af Segerstad och Linnea Deb skrivit låten "Heroes" som vann Melodifestivalen 2015 och Eurovision Song Contest 2015. Låten framfördes av Måns Zelmerlöw.
Han var även en av upphovsmännen till låten "You" med Robin Stjernberg som vann Melodifestivalen 2013.
År 2016 släpptes låten "Oh Lord" med det brittiska bandet MiC LOWRY, låten blev deras debutsingel och skrevs av Joy, Anton Hård af Segerstad, Linnea Deb, Augustine Grant och Phil Collins, då låten innehåller text och musik från Phil Collins "In the Air Tonight".
I Melodifestivalen 2017 var Deb med som låtskrivare på två tävlande bidrag. Tillsammans med Anton Hård af Segerstad, Linnea Deb och Ola Svensson skrev han "I Don't Give A" som Lisa Ajax tävlade med. Låten gick till final och slutade på en nionde plats. Han skrev även Loreens bidrag, "Statements", tillsammans med Linnea Deb, Anton Hård af Segerstad och Loreen. "Statements" gick till andra chansen.
Han ingår även i låtskrivartrion The Family.
Joy Deb var tidigare gift med Linnea Deb.

## Kompositioner

### Melodifestivalen
- 2012 – Soldiers med Ulrik Munther (skriven tillsammans med Ulrik Munther, Johan Åberg, Linnea Deb och David Jackson).

- 2013 – You med Robin Stjernberg (skriven tillsammans med Robin Stjernberg, Linnea Deb och Joakim Harestad Haukaas).

- 2014 – Glow med Manda (skriven tillsammans med Linnea Deb, Melanie Wehbe och Charlie Mason).

- 2014 – Echo med Outtrigger (skriven tillsammans med Linnea Deb, Anton Malmberg Hård af Segerstad, John Löfgren, Simon Peyron, Timmy Andersson, Joakim Agnemyr och Adam Axelsson).

- 2014 – Red med Eko (skriven tillsammans med Linnea Deb, Anna Lidman, Hannes Lundberg och Michael Ottosson).

- 2014 – Busy Doin' Nothin' med Ace Wilder (skriven tillsammans med Ace Wilder och Linnea Deb).

- 2015 – Heroes med Måns Zelmerlöw (skriven tillsammans med Anton Hård af Segerstad och Linnea Deb).

- 2016 – Don't Worry med Ace Wilder (skriven tillsammans med Linnea Deb, Anton Hård af Segerstad, Ace Wilder och Behshad Ashnai).

- 2016 – Hunger med Molly Pettersson Hammar (skriven tillsammans med Linnea Deb, Lisa Desmond, Anton Hård af Segerstad och Molly Pettersson Hammar).

- 2016 – I Will Wait med Isa (skriven tillsammans med Anton Hård af Segerstad, Linnea Deb och Nikki Flores).

- 2016 – My Heart Wants Me Dead med Lisa Ajax (skriven tillsammans med Linnea Deb, Anton Hård af Segerstad, Nikki Flores och Sara Forsberg).

- 2017 – I Don’t Give A med Lisa Ajax (skriven tillsammans med Ola Svensson, Linnea Deb och Anton Hård af Segerstad).

- 2017 – Statements med Loreen (skriven tillsammans med Anton Hård af Segerstad, Linnea Deb och Loreen).

- 2018 – Break That Chain med Felicia Olsson (skriven tillsammans med Kristian Lagerström, Bobby Ljunggren och Henrik Wikström).

- 2019 – Chasing Rivers med Nano (skriven tillsammans med Lise Cabble, Linnea Deb, Thomas G:son och Nano Omar).

- 2019 – No Drama med High15 (skriven tillsammans med Linnea Deb och Kate Tizzard).

- 2019 – Not With Me med Wiktoria (skriven tillsammans med Linnea Deb och Wiktoria Johansson).

- 2020 – Moves med Suzi P (skriven tillsammans med Suzi Pancekov, Aniela Eklund, Malou Ruotsalainen, Chanel Tukia och Kenny Silverdique).

- 2021 – One Touch med Kadiatou (skriven tillsammans med Linnea Deb, Jimmy Thörnfeldt och Anderz Wrethov).

- 2021 – The Silence med Frida Green (skriven tillsammans med Anna Bergendahl, Bobby Ljunggren och David Lindgren Zacharias).

- 2021 – Voices med Tusse (skriven tillsammans med Linnea Deb, Jimmy Thörnfeldt och Anderz Wrethov).

- 2021 – Every Minute med Eric Saade (skriven tillsammans med Linnea Deb, Jimmy Thörnfeldt och Eric Saade).

- 2022 – Bananas med Malou Prytz (skriven tillsammans med Linnea Deb, Jimmy Thörnfeldt och Alice Gernandt).

- 2022 – Suave med Alvaro Estrella (skriven tillsammans med Linnea Deb, Jimmy Thörnfeldt och Alvaro Estrella).

- 2023 – Where You Are (Sávežan) med Jon Henrik Fjällgren, Arc North & Adam Woods (skriven tillsammans med Arc North, Oliver Belvelin, Jon Henrik Fjällgren, Calle Hellberg, Tobias Lundgren, Richard Lästh och William Segerdahl).

- 2023 – Låt hela stan se på med Ida-Lova (skriven tillsammans med Linnea Deb, Ida-Lova Lind och Andreas Lindbergh).

- 2023 – Air med Marcus & Martinus (skriven tillsammans med Linnea Deb, Jimmy Thörnfeldt, Marcus Gunnarsen och Martinus Gunnarsen).

- 2023 – Where Did You Go med Kiana (skriven tillsammans med Linnea Deb och Jimmy Thörnfeldt).

- 2023 – Six Feet Under med Smash Into Pieces (skriven tillsammans med Chris Adam, Per Bergquist, Linnea Deb, Benjamin Jennebo, Andreas Lindbergh och Jimmy Thörnfeldt).

- 2024 – Heroes Are Calling med Smash Into Pieces (skriven tillsammans med Andreas Lindbergh, Benjamin Jennebo, Chris Adam Hedman Sörbye, Jimmy Thörnfeldt, Linnea Deb, Per Bergquist.[5]

- 2024 – Done Getting Over You med Albin Tingwall (skriven tillsammans med Jimmy Thörnfeldt och Linnea Deb).

- 2024 – Unforgettable med Marcus & Martinus (skriven tillsammans med Jimmy Thörnfeldt, Linnea Deb, Marcus Gunnarsen och Martinus Gunnarsen).